# 王午
王午（？—352年），五胡十六国军事人物。
350年二月，前燕慕容霸的军队攻打后赵，抵达三陉，后赵征东将军邓恒和幽州刺史王午一起保卫蓟城（今北京）。三月，燕军抵达无终（今天津蓟县），王午留部将王佗率数千人守卫蓟城，自己和邓恒一起去守鲁口（今河北饶阳）。三月初五，慕容儁攻下了蓟城，把都城定在蓟城。351年，前燕慕容儁派慕容恪攻打中山，派慕容评在鲁口攻打王午。慕容评抵达南安，慕容评击斩了王午的部将郑生。352年，王午听说冉魏灭亡，邓恒已死，王午自称安国王。八月十一，前燕慕容恪、封奕、阳鹜攻打王午，王午紧闭城门，把冉闵之子冉操送给前燕。慕容恪驻扎在安平，准备讨伐王午。闰十月，王午被他的将领秦兴杀掉，吕护杀了秦兴，又自称安国王。